# 飯島重雄
飯島 重雄（いいじま しげお、1931年12月28日 – 2019年9月13日）は、日本の政治家
。

## 来歴
千葉県海上郡旭町（現・旭市）に生まれる。
1949年に千葉県立匝瑳中学校（現・匝瑳高等学校）を卒業。日本橋の衣料問屋「丸山商店」で勤めたのち、家業を継ぐ。
1971年4月、千葉県議会議員に当選。連続9期務め、議会運営委員会委員長、自民党県連議員会長などを歴任した。
2019年9月13日、クモ膜下出血により死去。87歳。

## 人物
東総文化会館や千葉県立東部図書館を誘致したほか、ハウス栽培を奨励するなど、地元である旭市を始めとする東総地域の発展に尽力した。
県政では千葉県知事となった川上紀一や沼田武を支援し、水野清系議員のまとめ役を務めた。
成田空港問題では、空港への理解と地域住民の安定を図って奔走。1998年10月28日に中核派によって自宅・事務所・車両を放火され、隣家にも延焼した。
「招待するほうも、されるほうも結婚式などの祝いごとと重ならずに済む。会場費も"大安"より安く、いい会場が選べる」とあえて仏滅を選んで県連のパーティーを開催した。

## 栄典
- 旭日中綬章（自治功労）[3]
- 旭市名誉市民[3]